# Mutualismo (biología)

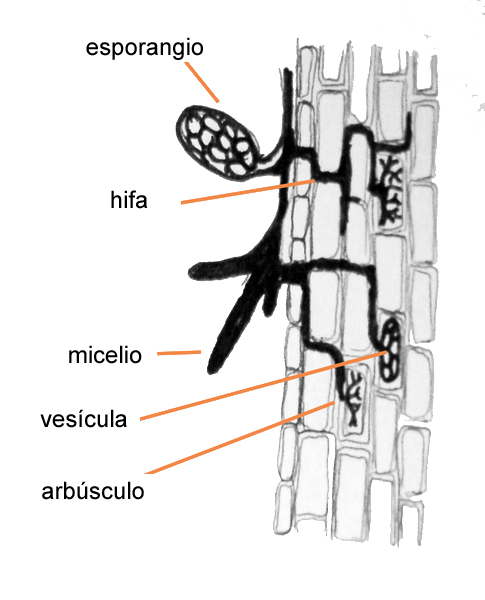
Micorriza arbuscular. Esporangio, hifa, micelio, vesícula, arbúsculo.

El mutualismo es una interacción biológica, entre individuos de diferentes especies, en donde ambos se benefician y mejoran su aptitud biológica. Las acciones similares que ocurren entre miembros de la misma especie se llaman cooperación. El mutualismo se diferencia de otras interacciones en las que una especie se beneficia a costa de otra u otras especies; estos son los casos de explotación, tales como el parasitismo, la depredación, etc.
La simbiosis puede ser un tipo particular de mutualismo de carácter íntimo, en que una de las partes (o ambas) es estrictamente dependiente de la otra. Otros tipos de simbiosis incluyen casos de parasitismo o de comensalismo.
Las relaciones mutualistas juegan un papel fundamental en ecología y en biología evolutiva. Por ejemplo las micorrizas son esenciales para el 70 % de las plantas terrestres.
Otro papel importante de los mutualismos está en el incremento de la biodiversidad, ejemplificado por las interacciones entre polinizadores y las flores de plantas angiospermas. La coevolución entre angiospermas e insectos ha acarreado una gran proliferación de ambos tipos de organismos.

Infortunadamente el mutualismo no ha recibido tanta atención como otras interacciones tales como predación y parasitismo; su importancia es igual o mayor a estas.

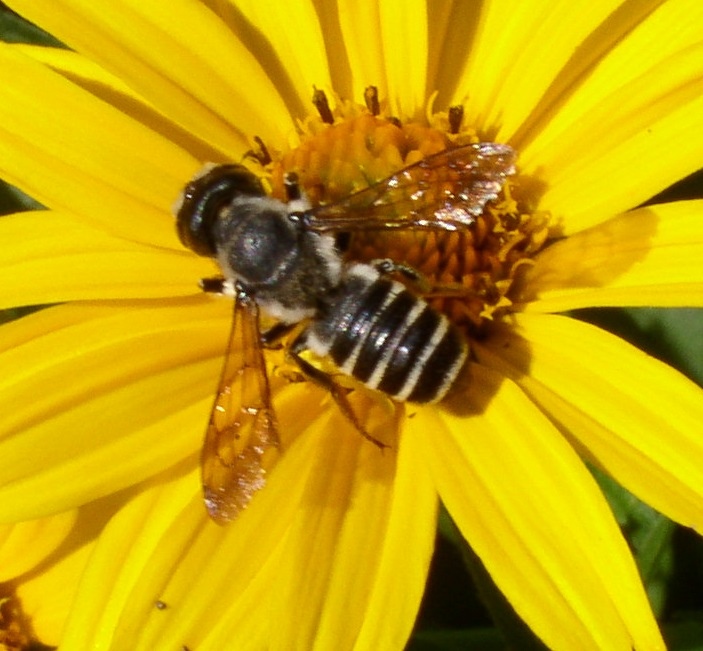
Mutualismo servicio-recurso. Polinizador y flor (abeja Megachile).

En los procesos de mutualismo es importante determinar el grado de beneficio de aptitud, lo cual no es fácil, especialmente cuando 
las interacciones no son solo entre dos especies, sino que una especie puede recibir beneficios de numerosas otras especies. Tal es el caso de muchos sistemas de polinización en los que una especie de planta es polinizada por varios polinizadores diferentes y estos a su vez visitan o son mutualistas con una variedad de plantas. Por lo tanto, es preferible categorizar a los mutualismos según el grado de vínculo de la asociación que puede ir desde obligada (de dependencia) a facultativa (no imprescindible). También la dependencia puede ser mutua o solo de un lado (por ejemplo un polinizador especializado en una sola clase de flor mientras esta recibe los beneficios de más de un polinizador).
Un ejemplo de mutualismo obligado son los endosimbiontes bacterianos de los insectos que tienen una relación muy íntima que data de millones de años. Los insectos no pueden sobrevivir sin sus simbiontes. Tal es el caso del pulgón (Acyrthosiphon pisum) y su endosimbionte, la bacteria Buchnera.

## Tipos de relaciones

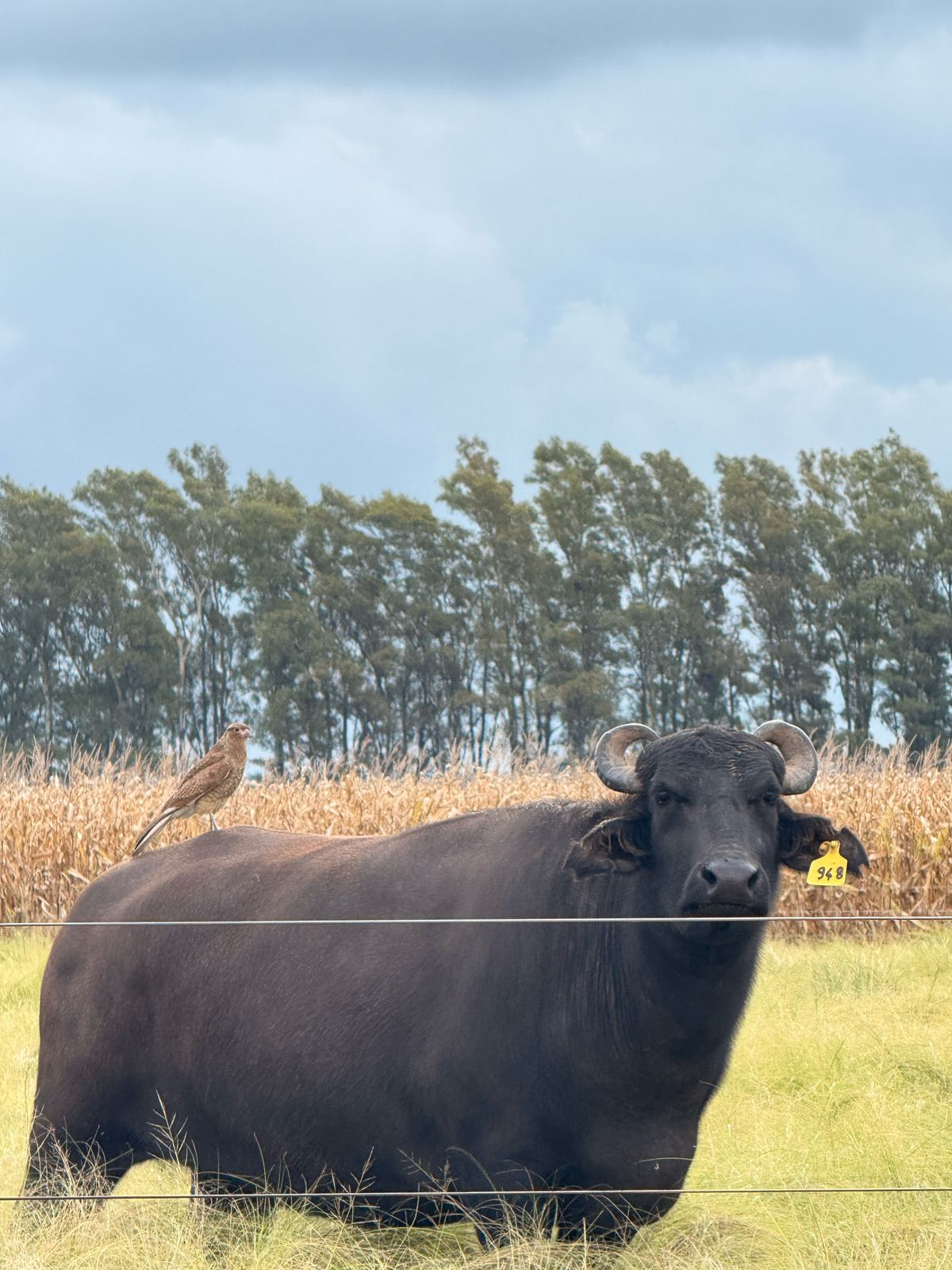
Mutualismo servicio-recurso. Ave se alimenta de los parásitos de un búfalo de agua.

Las relaciones mutualistas pueden ser consideradas como un tipo de trueque o canjeo biológico en el que las especies intercambian recursos (por ejemplo carbohidratos o compuestos inorgánicos) o servicios (tales como dispersión de gametos o de descendientes o protección contra predadores).

### Relaciones recurso-recurso
Las relaciones recurso-recurso, en que un tipo de recurso es canjeado por otro es posiblemente el tipo más común de mutualismo; por ejemplo las asociaciones de micorrizas entre las raíces de una planta y un hongo. La planta proporciona los carbohidratos al hongo en cambio por agua y minerales, especialmente fosfatos y también nitratos. Los rizobios fijadores de nitrógeno y las plantas leguminosas intercambian nitrógeno por carbohidratos.

### Relaciones servicio-recurso
Las relaciones servicio-recurso son también comunes, por ejemplo la polinización en que los recursos de néctar y o polen son intercambiados por el servicio de dispersión de las gametas (polen) de la planta. Otro ejemplo es el de las hormigas que protegen a los pulgones de sus depredadores (servicio) a cambio del rocío de miel o mielada (recurso) que es un subproducto de la savia que los pulgones chupan de la planta.

### Relaciones de servicio-servicio

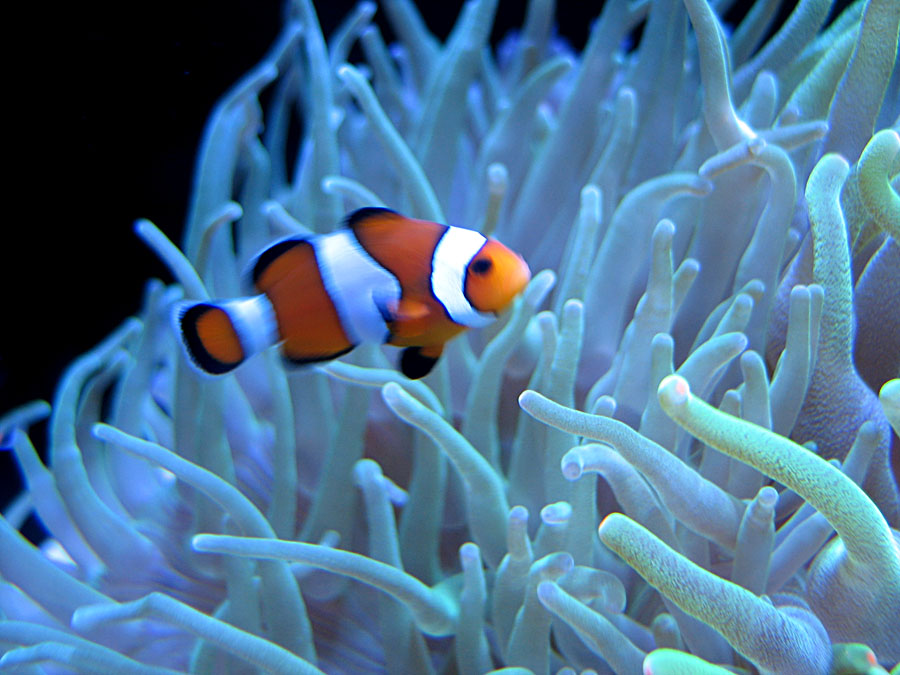
Mutualismo servicio-servicio. Pez payaso y anémona de mar.

Las relaciones estrictamente de servicio-servicio son muy escasas por razones aún no muy claras. Un ejemplo es la relación entre la anémona de mar y el pez payaso de la familia Pomacentridae: la anémona con sus dardos venenosos (nematocistos) protege al pez contra depredadores y el pez payaso protege a la anémona contra peces de la familia Chaetodontidae que se alimentan de anémonas. Al igual que en otros mutualismos, este tiene otros aspectos que complican la situación de intercambio: los desechos del pez, amoníaco, alimentan a algas simbióticas que se encuentran en los tentáculos de la anémona. De lo cual se desprende que además de ser un mutualismo de servicio-servicio es también en parte uno de servicio-recurso.
Otro ejemplo es el de ciertas hormigas con algunas plantas del género Acacia, tales como la acacia cuerno de toro. Las hormigas hacen sus nidos dentro de las grandes espinas ahuecadas de la acacia y a su vez protegen a la acacia contra los herbívoros (a veces se alimentan de tales herbívoros, entonces también este es un caso de servicio-servicio y en parte de servicio-recurso). Otro servicio que las hormigas proporcionan a la acacia es que podan a la vegetación circundante eliminando así a la competencia. La acacia, además de proporcionar el servicio de refugio, también provee alimento a las hormigas en forma de glóbulos ricos en glucógeno, conocidos como cuerpos de Belt o corpúsculos de Belt, secretados por el ápice de los foliolos.